# Abetina di Castiglione Messer Marino
Abetina di Castiglione Messer Marino este o arie protejată (arie specială de conservare — SAC, sit de importanță comunitară — SCI, arie de protecție specială avifaunistică — SPA) din Italia întinsă pe o suprafață de 630 ha, integral pe uscat.

## Localizare
Centrul sitului Abetina di Castiglione Messer Marino este situat la coordonatele 41°54′17″N 14°25′01″E / 41.904722°N 14.416944°E.

## Înființare
Situl Abetina di Castiglione Messer Marino a fost declarat arie de protecție specială avifaunistică în decembrie 2019 pentru a proteja 6 specii de animale. Alte tipuri de protecție:
- sit de importanță comunitară (în mai 1995)
- arie specială de conservare (în decembrie 2018)[1][3][4]

## Biodiversitate
Situată în ecoregiunea mediteraneană, aria protejată conține 9 habitate naturale: Fânețe de joasă altitudine (Alopecurus pratensis, Sanguisorba officinalis), Galerii de Salix alba și de Populus alba, Pseudostepă cu ierburi și specii anuale de Thero-Brachypodietea, Păduri de fag din Apenini cu Abies alba și păduri de fag cu Abies nebrodensis, Formațiuni de Juniperus communis pe lande sau pajiști calcaroase, Păduri de fag din Apenini cu Taxus și Ilex, Păduri de Abies alba din Apeninii sudici, Râuri de munte și vegetația lor lemnoasă cu Salix elaeagnos, Pajiști uscate seminaturale și facies de acoperire cu tufișuri pe substraturi calcaroase (Festuco-Brometalia) (* situri importante pentru orhidee).
La baza desemnării sitului se află mai multe specii protejate:
- păsări (3): uliu porumbar (Accipiter gentilis), sfrâncioc roșiatic (Lanius collurio), gaia roșie (Milvus milvus)
- amfibieni (2): Salamandrina terdigitata, Triturus carnifex
- mamifere (1): lupul (Canis lupus)

Pe lângă speciile protejate, pe teritoriul sitului au mai fost identificate 5 specii de plante, 2 specii de amfibieni, 3 specii de mamifere.